# Салихович, Дино
Дино Салихович (швед. Dino Salihovic; род. 2 декабря 2002, Норрчёпинг, Эстергётланд) — шведский футболист, защитник клуба «Норрчёпинг», выступающий также за фарм-клуб «Сильвия».

## Клубная карьера
Является воспитанником клуба «Норрчёпинг», в котором начал заниматься с 6 лет. С 2019 года помимо игр в молодёжной команде выступает также за фарм-клуб «Сильвия», выступающий в первом дивизионе. В его составе дебютировал 15 сентября в домашней игре с «Тим Торен», выйдя на поле в компенсированное ко второму тайму время вместо Карла Бьёрка. Перед сезоном 2020 года проходил с основной командой сборы в Португалии. 8 октября сыграл первую игру за основной состав «Норрчёпинга» во втором раунде кубка Швеции против «Готтне», отыграв все 90 минут.
8 февраля 2021 года подписал первый контракт с «Норрчёпингом». 3 июля в матче с действующим чемпионом страны «Мальмё» Салихович дебютировал в чемпионате Швеции, появившись на поле на 80-й минуте вместо Кристофера Тело.

## Карьера в сборной
Выступал за юношескую сборную Швеции. В её составе дебютировал 5 сентября 2019 года в товарищеской встрече с Норвегией. Салихович вышел на поле в стартовом составе и провёл весь матч.

## Клубная статистика
| Выступление      | Выступление      | Выступление      | Лига | Лига | Кубки | Кубки | Конт. кубки | Конт. кубки | Итого | Итого |
| Клуб             | Лига             | Сезон            | Игры | Голы | Игры  | Голы  | Игры        | Голы        | Игры  | Голы  |
| ---------------- | ---------------- | ---------------- | ---- | ---- | ----- | ----- | ----------- | ----------- | ----- | ----- |
| Норрчёпинг       | Аллсвенскан      | 2020             | 0    | 0    | 1     | 0     | 0           | 0           | 1     | 0     |
| Норрчёпинг       | Аллсвенскан      | 2021             | 2    | 0    | 3     | 0     | 0           | 0           | 5     | 0     |
| Норрчёпинг       | Итого            | Итого            | 2    | 0    | 4     | 0     | 0           | 0           | 6     | 0     |
| Сильвия          | Дивизион 1       | 2019             | 6    | 0    | 0     | 0     | 0           | 0           | 6     | 0     |
| Сильвия          | Дивизион 1       | 2020             | 1    | 0    | 0     | 0     | 0           | 0           | 1     | 0     |
| Сильвия          | Дивизион 1       | 2021             | 5    | 0    | 0     | 0     | 0           | 0           | 5     | 0     |
| Сильвия          | Итого            | Итого            | 12   | 0    | 0     | 0     | 0           | 0           | 12    | 0     |
| Всего за карьеру | Всего за карьеру | Всего за карьеру | 14   | 0    | 4     | 0     | 0           | 0           | 18    | 0     |